# Fuerza central
Una fuerza central es una fuerza que está dirigida a lo largo de una recta radial a un centro fijo y cuya magnitud sólo depende de la coordenada radial {\displaystyle r}:
{\displaystyle \mathbf {F} =F(\mathbf {r} ){\hat {\mathbf {r} }}}
donde {\displaystyle {\hat {\mathbf {r} }}} es un vector unitario dirigido radialmente desde el origen.
El vector fuerza es siempre paralelo al vector posición.
El origen creador de la fuerza se denomina centro del movimiento.

## Propiedades
Una fuerza central es casi siempre una fuerza conservativa. Las fuerzas conservativas no dependen del tiempo y cumplen que su rotacional es nulo y que se pueden expresar como el gradiente de su potencial con el signo cambiado:
{\displaystyle \nabla \times \mathbf {F} (\mathbf {r} )=0}
{\displaystyle \mathbf {F} (\mathbf {r} )=-\mathbf {\nabla } V(\mathbf {r} )}
En los campos de fuerzas centrales el momento angular se conserva:
{\displaystyle \mathbf {L} =\mathbf {r} \times m\mathbf {\dot {r}} ={\mbox{ constante}}}
Esto se debe a que el momento de fuerzas es nulo ({\displaystyle \mathbf {\mathbf {\tau } } =\mathbf {r} \times \mathbf {F} =0}), ya que el vector fuerza es siempre paralelo al vector posición. Como consecuencia, el cuerpo que sufre la fuerza se mueve en un plano. Además, si el momento angular es cero, el cuerpo describe un movimiento rectilíneo a través de la recta que lo une con el origen, cuya aceleración no es constante.

## Ejemplos
Los casos más familiares de fuerzas centrales son las fuerzas de la gravedad y la electrostática, ambos ejemplos de fuerzas proporcionales a la inversa del cuadrado de la distancia: {\displaystyle F(r)\propto 1/r^{2}}. Otro ejemplo es el del oscilador armónico, con {\displaystyle F(r)\propto r} y con signo negativo.
Además, el teorema de Bertrand demuestra que las fuerzas de tipo {\displaystyle F(r)=-k/r^{2}} y {\displaystyle F(r)=-kr} son las únicas fuerzas centrales que producen órbitas cerradas estables.